# Tobyš
Il Tobyš (in russo Тобыш?) è un fiume della Russia europea settentrionale, affluente di sinistra della Cil'ma (bacino della Pečora). Scorre nell'Ust'-Cilemskij rajon della Repubblica dei Komi.
Nasce dai monti Timani nel nord-ovest della Repubblica dei Komi. Scorre nel corso superiore in direzione sud-ovest, poi verso sud. Quasi per tutta la sua lunghezza attraversa aree disabitate. Il canale è estremamente tortuoso, soprattutto nel corso inferiore, dove il fiume disegna anse giganti. Sfocia nella Cil'ma a 81 km dalla foce, 9 km a valle della foce della Myla. Ha una lunghezza di 393 km; l'area del suo bacino è di 6 610 km². Il fiume gela da fine ottobre - inizio novembre, sino a maggio.
I maggiori affluenti sono: Sjabujacha (lungo 72 km), Sarëda (67 km) provenienti dalla sinistra idrografica; Bol'šoj Toman (125 km) dalla destra.